# Olympische Sommerspiele 2000/Teilnehmer (Zentralafrikanische Republik)
| Gelbes Symbol für Goldmedaillen mit stilisierten Olympischen Ringen | Graues Symbol für Silbermedaillen mit stilisierten Olympischen Ringen | Braundes Symbol für Bronzemedaillen mit stilisierten Olympischen Ringen |
| ------------------------------------------------------------------- | --------------------------------------------------------------------- | ----------------------------------------------------------------------- |
| —                                                                   | —                                                                     | —                                                                       |

Die Zentralafrikanische Republik nahm an den Olympischen Sommerspielen 2000 in der australischen Metropole Sydney mit drei Athleten, einem Mann und zwei Frauen, teil.
Seit 1968 war es die  war ihre sechste Teilnahme der Zentralafrikanischen Republik an Olympischen Sommerspielen.

## Flaggenträger
Zacharia Maidjida trug die Flagge der Zentralafrikanischen Republik während der Eröffnungsfeier im Stadium Australia.

## Übersicht der Teilnehmer

### Leichtathletik
Männer
- Mickaël Conjungo
Diskuswurf: 57,85 m (Qualifikation: nicht qualifiziert)

Frauen
- Maria-Joëlle Conjungo
100 Meter Hürden: 13,95 s (nicht für die nächste Runde qualifiziert)

### Bogenschießen
Frauen
- Henriette Youanga
Einzel: Niederlage gegen Natalia Valeeva (126:166, nicht für die nächste Runde qualifiziert)